# Unilens de Baden-Powell

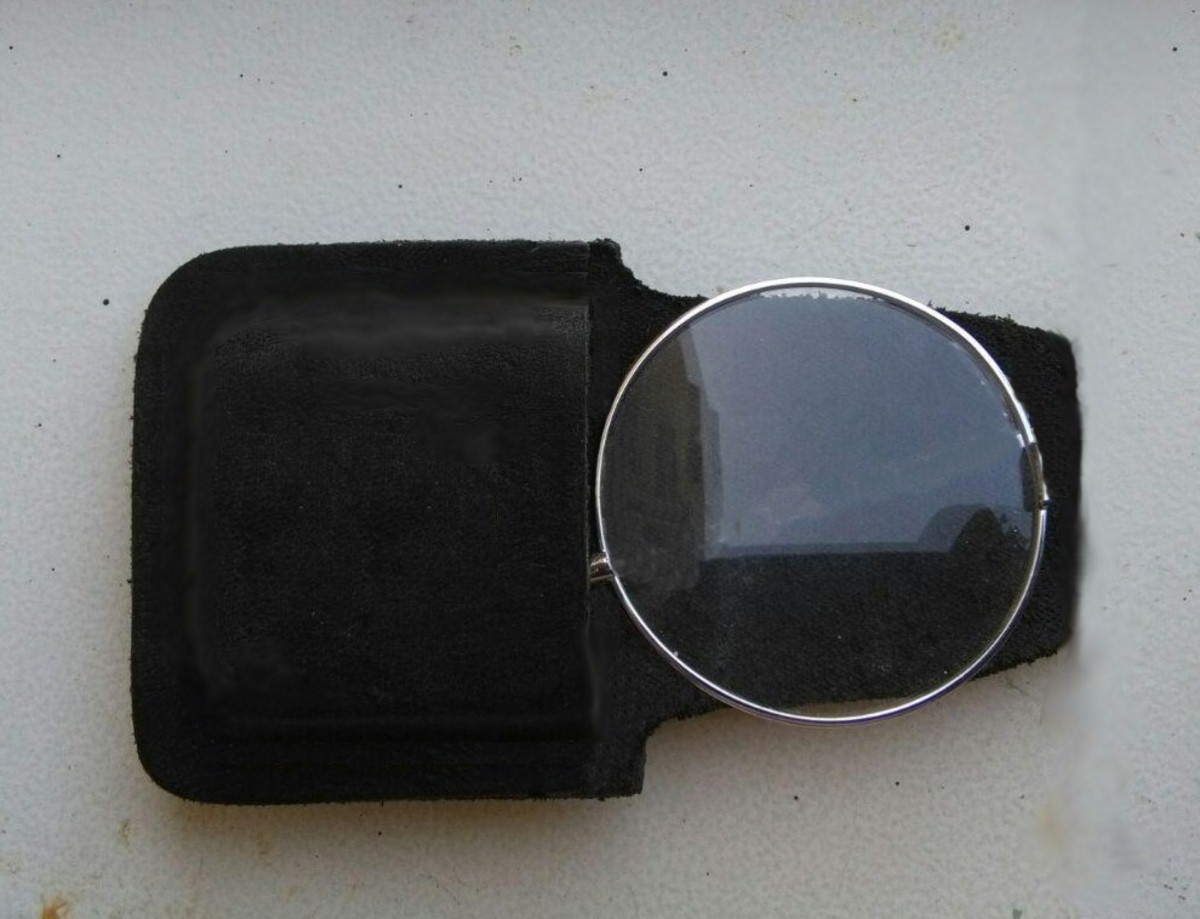
Baden-Powell Unilens

El Unilens es un pseudo-telescopio muy simple que fue inventado por el Mayor de Baden-Powell. El invento ocupa muy poco espacio y con él se puede obtener una imagen ampliada de los objetos distantes. La ampliación máxima es de alrededor de cuatro diámetros. Sólo tres de cada cuatro personas pueden utilizar el "Unilens" con buenos resultados, y de manera satisfactoria.
A pesar de que el aparato no se adapta a todos los ojos, el Unilens sirve de ayuda para examinar objetos con detalle desde cierta distancia ya que la imagen está siempre en el foco. Por su reducido tamaño y peso, es muy práctico también para llevarlo de excursión al campo y observar mejor a los animales que no permiten acercarse a ellos.

## Descripción y uso

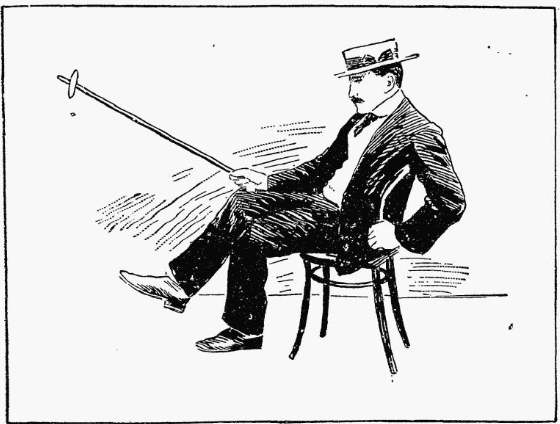
Baden-Powell Unilens (uso)

La construcción el "Unilens" consiste en una sola lente convexa de 2 pulgadas y media de diámetro, fijada sobre un soporte (que puede ser una montura de metal), siendo este tamaño adecuado para llevar en el bolsillo del chaleco. El modelo con montura tiene un pequeño clip tipo pinza, que permite acoplar el "Unilens" a un bastón diseñado especialmente para este uso, a uno de paseo o incluso usar un paraguas
Una forma de utilizar el "Unilens" consiste en sentarse y dejar reposar el brazo que sostiene el bastón en la rodilla, el usuario normal puede ver los objetos alejados de forma nítida y enfocados, cuando la lente está a unos cuatro pies de distancia del ojo.

### Montaje para usar el "Unilens"
Se fija la montura en el extremo de un bastón y se mantiene la lente a cierta distancia del ojo, de manera que cuanto mayor es la distancia respecto al ojo, mayor es la ampliación. Se puede conseguir variar la distancia entre el ojo y la lente sosteniendo el bastón horizontalmente con una mano y doblando más o menos el brazo, La ampliación máxima del objeto se consigue aguantando el bastón con el brazo completamente extendido (aunque a la distancia máxima hay un ligero desenfoque), esa distancia, añadiendo lo que mide el bastón, equivale a una longitud aproximada de unos seis pies entre el ojo y la lente para un usuario normal.